# Xorides praestans
Xorides praestans är en stekelart som först beskrevs av Tosquinet 1896.  Xorides praestans ingår i släktet Xorides och familjen brokparasitsteklar. Inga underarter finns listade i Catalogue of Life.